# Pellndorf (Hemau)
Pellndorf ist ein Dorf in der Stadtgemeinde Hemau im Landkreis Regensburg in Bayern. Pellndorf war bis 1972 Sitz der gleichnamigen Gemeinde.

## Geschichte
Die Gemeinde Pellndorf entstand mit dem bayerischen Gemeindeedikt von 1818 und umfasste die Orte Pellndorf, Eckertshof, Einöd, Gänsbügl, Körbenhof, Mungenhofen und Pfälzerhof. Am 1. Januar 1972 wurde die Gemeinde Pellndorf nach Hemau eingemeindet.

## Sehenswürdigkeiten
In der Liste der Baudenkmäler ist die Kapelle St. Sebastian von 1859 aufgeführt.